# Герб Калужской области
Герб Калужской области является официальным символом Калужской области.
Герб утверждён Законом № 28 от 16 июня 1996 года «О гербе Калужской области», принятым Постановлением Законодательного Собрания 6 июня 1996 года.

## Описание герба
«Герб Калужской области представляет собой зелёный щит с серебряным волнообразным поясом, увенчанным исторической императорской короной. Щит увенчан второй короной большего размера, символизировавшей в XIX веке статус губернии, и окружён золотыми дубовыми листьями, соединёнными Андреевской лентой».

## История герба

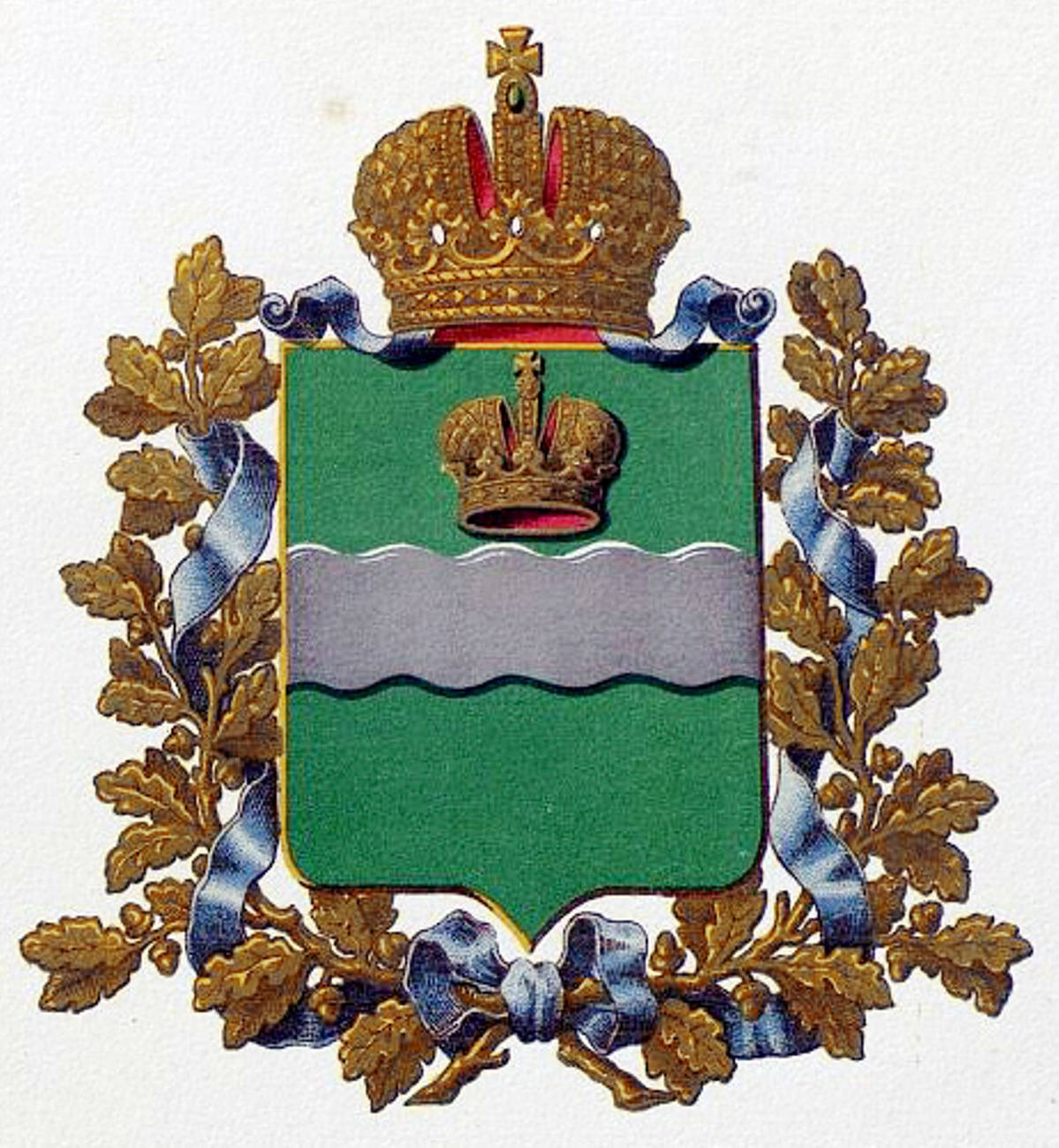
Герб Калужской губернии в гербовнике Бенке (1878 год)

За основу действующего герба Калужской области взят исторический герб Калужской губернии, Высочайше утверждённый 5 июля 1878 года императором Александром II, вместе с другими гербами сорока шести губерний и областей Российской Империи.
Герб имел следующее описание: «Въ зеленомъ щитѣ, серебряный волнообразный поясъ, увѣнчанный золотою Императорскою короною. Щит увѣнчан Императорскою короною и окружёнъ золотыми дубовыми листьями, соединёнными Андреевскою лентою». (ПСЗ, 1878, Закон № 58684)

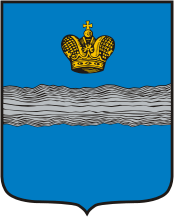
Герб Калуги (1777 год)

До Высочайшего утверждения губернского герба, его функции исполнял городской герб Калуги, утверждённый 10 (21) марта 1777 года императрицей Екатериной II. Герб имел следующее описание: «В голубом поле щита горизонтально извивается серебряный переклад с короной наверху. Переклад означает реку Оку, а корона — преимущество города, в которое он возведён, учреждением в оном наместничества».
Герб Калуги первоначально использовался для Калужского наместничества, а после его преобразования в губернию в 1796 году, и для Калужской губернии.
В иллюстрированном издании «Изображение губернских, наместнических, коллежских и всех штатских мундиров» (1794) дано такое описание герба Калужского наместничества: «в голубом поле горизонтально извитый серебряный переклад, означающий реку Оку, протекающую подле сего города, и в верхней части щита Императорская златая корона»
Высочайше утверждённый герб Калужской губернии использовался до 1917 года.
В советский период Калужская область, образованная в 1944 году, собственный герб не имела.
27 марта 1996 года был принят Устав области, в котором было закреплено право Калужской области на собственные герб и флаг.
6 июня 1996 года Законодательное Собрание Калужской области приняло Закон «О гербе Калужской области».